# 岩本憲人
岩本 憲人（いわもと けんいち、1962年4月 - ）は、日本の薬学者（有機化学・薬化学）。博士（薬学）（静岡県立大学・論文博士・1996年）。静岡県立大学薬学部講師・大学院薬学研究院講師。
持田製薬株式会社研究員、静岡県立大学薬学部助手などを歴任。

## 概要
専門は有機化学・薬化学。有機化学の視点より、窒素を含む複素環化合物を研究した。持田製薬にて研究職として勤務したのちに、東京理科大学、静岡県立大学で教鞭を執った。

## 来歴

### 生い立ち
1962年（昭和37年）4月に生まれ。東京理科大学に進学、薬学部にて学んだ。1987年（昭和62年）3月、東京理科大学卒業に伴い、薬学士の学位を取得した。静岡薬科大学大学院に進学、薬学研究科にて学んだ。1989年（平成元年）3月、静岡薬科大学における大学院の修士課程を修了した。それに伴い、薬学修士の学位を取得した。

### 薬学者として
大学院修了後は、1989年（平成元年）4月に持田製薬に採用され、研究員として勤務した。1993年（平成5年）4月、静岡県立大学薬学部助手に就任。1996年（平成8年）11月20日付で、博士論文「縮合ピリダジン誘導体のイナミン類による環変換反応に関する研究」で、静岡県立大学より博士（薬学）の学位を授与された。1997年（平成9年）4月、静岡県立大学薬学部講師に就任、主として薬科学科の講義を担当し、医薬品化学分野を受け持った。また、同大学大学院薬学研究科講師を兼務、のちに薬学研究院の講師を兼務した。同大学大学院の一部には研究院・学府制が導入されており、大学院では薬食生命科学総合学府の講義を担当し、薬化学教室を受け持った。

## 研究
専門は薬学。特に有機化学・薬化学などの研究に従事。具体的には、窒素を含んでいる複素環化合物について、有機化学の視点から研究した。また、環境を汚染する物質についても研究した。
日本薬学会所属。

## 人物
名の「憲人」は、「けんいち」と読む。

## 略歴
- 1962年 - 誕生[4]。
- 1987年 - 東京理科大学薬学部卒業[5]。
- 1989年 - 静岡薬科大学大学院薬学研究科修士課程修了[5]。
- 1989年 - 持田製薬入社[3]。
- 1989年 - 持田製薬研究員[3]。
- 1993年 - 静岡県立大学薬学部助手[3]。
- 1997年 - 静岡県立大学薬学部講師[3]。
- 1997年 - 静岡県立大学大学院薬学研究科講師。
- 2012年 - 静岡県立大学大学院薬学研究院講師。

### 註釈
1. ↑  学校法人東京物理学園は、1988年に学校法人東京理科大学に改組された。
2. ↑  薬学士の学位は、1991年7月1日以降の学士（薬学）の学位に相当する。
3. ↑  静岡薬科大学は、静岡女子大学、静岡女子短期大学と統合・再編され、1987年に静岡県立大学が設置された。
4. ↑  薬学修士の学位は、1991年7月1日以降の修士（薬学）の学位に相当する。
5. ↑  静岡県立大学は、2007年に静岡県から静岡県公立大学法人に移管された。
6. ↑  静岡県立大学大学院薬学研究科は、生活健康科学研究科と統合・再編され、2012年に薬学研究院、食品栄養環境科学研究院、薬食生命科学総合学府が設置された。